# Scriptstudio
Scriptstudio (tot 1998 Doctor Proctor Scripts) is een Nederlands schrijfhuis. Het bedrijf werd in 1990 opgericht door Rogier Proper en kreeg de naam Doctor Proctor Scripts. Vanaf die tijd was het bedrijf verantwoordelijk voor de scripts van Goede tijden, slechte tijden (sinds 1990), Onderweg naar Morgen (1994-2010) en Goudkust (1996-2001).
In 1998 werd Doctor Proctor Scripts van Proper overgenomen door productiehuis Endemol. Het bedrijf kreeg een andere naam, Scriptstudio.

## Scripts
- Goede tijden, slechte tijden (1990-heden)
- Onderweg naar Morgen (1995-2010)
- Goudkust (1996-2001)
- Westenwind (1999-2003)
- Rozengeur & Wodka Lime (2001-2006)
- Bon bini beach (2002-2003)
- De Erfenis (2004)
- Het Glazen Huis (2004-2005)
- StartUp (2014)

## Medewerkers
| - Rogier Proper (1990-1998) - Carolien Zilverberg (1993-2011) - Jantien van der Meer (2000-) - Elize Borst (1999-2001) - André Nientied (1992-2000) - Ingrid van den Heuvel (1995-2005, 2012-) - Desiree Duwel (1997-2010) - Liesbeth Strik (2002-) | - Cobi Peelen (1990-1999) - Jan van Bergen (1992-1998) - Rohan Gottschalk (2000-2012) - Suzanne Hazenberg (1996-) - Lex Passchier (2008-2009) - Gertie Schouten (2009-2011) - Pia Blanco (2004-) - Marian van Miert (1997) - Serge van Wijngaarden (1994 - 1999) | - Marc Linssen (1993-2009) - Karin van der Meer (1993-2006) - Martin van Steijn (1995-) - Arie de Rooij (2002-) - Maarten Almekinders (1992-2000) - Ingrid van Berkum (1995-) - Merle Claus (2009-) | - Marciel Witteman (1992-2002) - Marjan Ippel (1992-2001) - Simone Wiegel (1996-) - Hella Jorritsma (1998-) - Kennard Bos (1995-2008) - Ria Janssen (1995-1997) - Maya Frijn (1996-1998) |